# Ljubo Bavcon

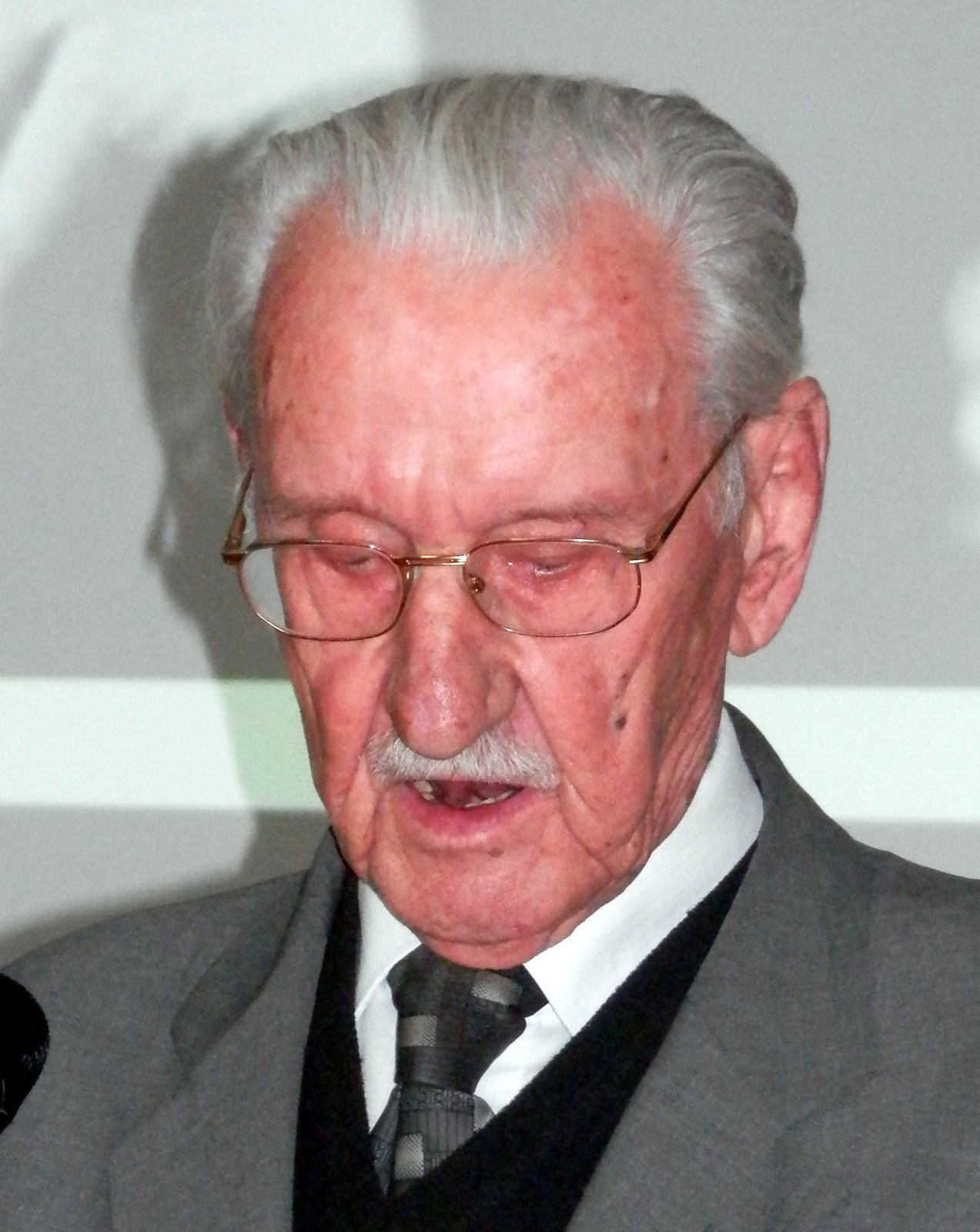
Ljubo Bavcon, 2015

Ljubo Bavcon (* 19. Mai 1924 in Ljubljana; † am oder vor dem 10. Oktober 2021) war ein jugoslawischer bzw. slowenischer Rechtswissenschaftler, der sich mit Kriminologie und Strafrecht beschäftigte.

## Leben
Ljubo Bavcon war Schüler eines Gymnasiums in Ljubljana, als Jugoslawien im April 1941 im Rahmen des Balkanfeldzuges von deutschen Truppen besetzt wurde. Er schloss sich der Partisanenorganisation Osvobodilna Fronta an. Im Oktober 1942 wurde er verhaftet und war bis Kriegsende inhaftiert, zunächst in Italien, dann in Bernau am Chiemsee.
Nach einer Tätigkeit bei der Jugendorganisation Ljudska mladina Slovenije studierte er von 1948 bis 1951 Rechtswissenschaft an der Universität Ljubljana und am Institut für Sozialwissenschaften in Belgrad. Danach arbeitete er beim Verlag Cankarjeva založba sowie als Journalist, dann wurde er Assistent am Institut für Kriminologie der Universität Ljubljana und absolvierte 1957 ein Studium an der Universität Nancy in Frankreich. Im selben Jahr promovierte er an der Universität Ljubljana mit einer Arbeit über Kriminalpolitik und ihre Tendenzen in der sozialistischen Gesellschaft.
Er wurde 1961 außerordentlicher Professor und 1966 ordentlicher Professor für Strafrecht an der Universität Ljubljana.
1964 fand in Ostberlin (DDR) das erste internationale Symposium „Jugendkriminalität und ihre Bekämpfung“ statt, auf dem Bavcon und zwei weitere an der Universität Ljubljana tätige Rechtswissenschaftler, Katja Vodopivec und Bronislav Skaberne, einen Vortrag hielten. Sie lehnten die in der DDR und anderen Ostblockländern gängige Theorie, Kriminalität sei ein Überbleibsel aus der kapitalistischen Gesellschaft, das im Sozialismus im Laufe der Zeit verschwinden werde, ab, und vertraten die Ansicht, dass auch im Sozialismus gesellschaftliche Widersprüche existierten, die Kriminalität hervorbringen. Während der DDR-Kriminologe John Lekschas in einer Publikation die jugoslawischen Autoren kritisierte, scheiterte deren Versuch, ihre Entgegnung in der DDR-Zeitschrift Staat und Recht zu veröffentlichen; sie erschien dann zweisprachig slowenisch und deutsch in der jugoslawischen Zeitschrift Revija za kriminalistiko in kriminologijo.
In den 1970er Jahren war Bavcon an einer Strafrechtsreform in Jugoslawien und in der SR Slowenien beteiligt (neben dem Bundesstrafrecht hatten auch die einzelnen Republiken und Provinzen ein eigenes Strafrecht), 1990 bis 1992 an der Ausarbeitung eines Strafrechts für den neu entstehenden Staat Slowenien. Schwerpunktmäßig beschäftigte er sich mit Straßenverkehrsstrafrecht, Sexualstrafrecht und politischem Strafrecht. Er sprach sich 1975 gegen die damals noch geltende Todesstrafe aus, 1984 forderte er die Abschaffung des § 133 („Feindliche Propaganda“) des jugoslawischen Bundesstrafrechts. Er ging 1994 in den Ruhestand. 2014 wurde er zum Ehrenbürger von Ljubljana ernannt.

## Veröffentlichungen (Auswahl)
- mit Katja Vodopivec und Bronislav Skaberne, Kriminaliteta v socialistični družbi. Odgovor na Lekschasovo kritiko naših stališč / Die Kriminalität in der sozialistischen Gesellschaft. Erwiderung auf Lekschas' Kritik, in: Revija za kriminalistiko in kriminologijo, Jg. 19.1968, S. 101–109 (slowenisch und deutsch); Online-Ausgabe
- Socialna patologija (Sozialpathologie), 1969
- (mit Peter Kobe): Kazenski zakonik s pojasnili in sodno prakso (Das Strafgesetzbuch mit Erläuterungen und Rechtsprechung), 1970
- (mit Alenka Šelih): Kazensko pravo. Splošni del (Strafrecht. Allgemeiner Teil), 1978
- (mit Peter Juren): Kazenski zakon SFR Jugoslavije in Kazenski zakon SRS (Das Strafgesetzbuch der SFR Jugoslawien und der SR Slowenien), 1982
- Kazenskopravno varstvo države in njene družbene ureditve. Politične delikti (Strafrechtlicher Schutz des Staates und seiner Gesellschaftsordnung. Politische Delikte), 1987
- (mit Peter Kobe): Jugoslawien, in: Strafrechtsentwicklung in Europa, Teil 2.1, 1988, ISBN 3-922498-87-6, S. 875–921
- Mednarodno kazensko pravo (Internationales Strafrecht), 1997, ISBN 961-204-157-1